# Niclas Holmberg de Beckfelt
Niclas (Nils) Holmberg de Beckfelt, född 9 september 1742 i Uppsala, död 29 december 1818 i Culemborg, Nederländerna, var en svensk kolonialman och ämbetsman i Nederländernas tjänst.
Nils Holmberg de Beckfelt var son till källarmästaren och titulärborgmästaren i Uppsala Nils Kyronius och Maria Elisabeth Holmberg. Han lämnade tidigt Sverige och gick 1759 i Holländska Ostindiska Kompaniets tjänst. 1761 förflyttades han till Surate där han 1769 blev intendent för kompaniets handelsmagasin. 1780 blev han justitie- och regeringsråd i prinsen av Oraniens grevskap Culemborg. 1789 blev han på prinsens förord svensk adelsman med namnet Holmberg de Beckfelt och senare borgmästare i Culemborg och domänråd hos prinsen.
Genom sitt äktenskap med Josine van der Gon (1757–1805) blev han anfader till bland andra författaren Louis Couperus och skådespelarna Maryam d'Abo, Olivia d'Abo och Audrey Hepburn.
År 1777 och 1785 gjorde han besök i Sverige.